# Трамбазоре (Верона)
Трамбазоре је насеље у Италији у округу Верона, региону Венето.
Према процени из 2011. у насељу је живело 28 становника. Насеље се налази на надморској висини од 302 м.